# فورد فالکون (آمریکای شمالی)
فورد فالکون (آمریکای شمالی) (به انگلیسی: Ford Falcon (North America)) خودرویی است که در سال‌های ۱۹۶۰ تا ۱۹۷۰ تولید شده‌است. طراحی آن خودروهای موتور جلو-محور عقب بوده‌است.

## نگارخانه

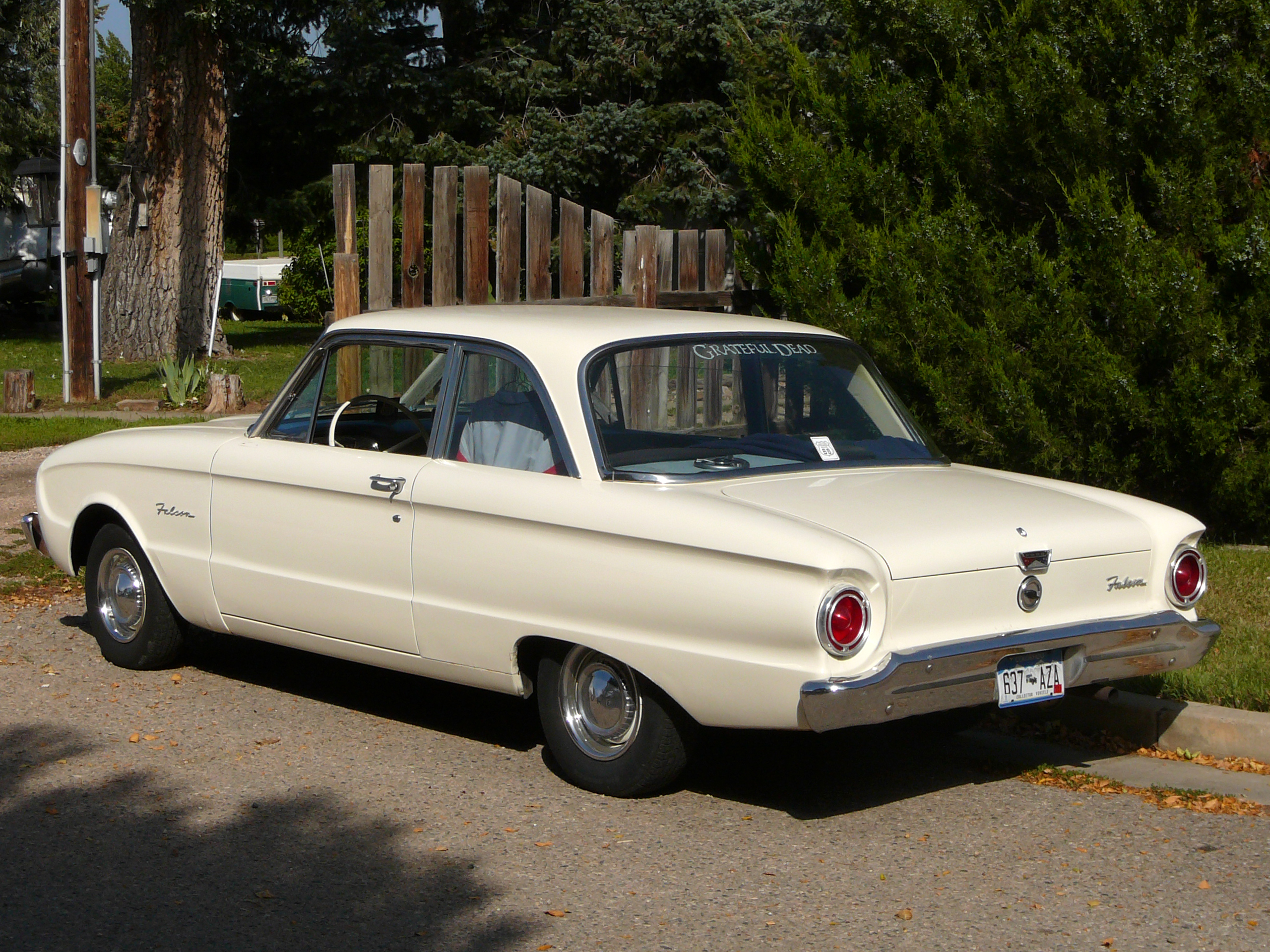
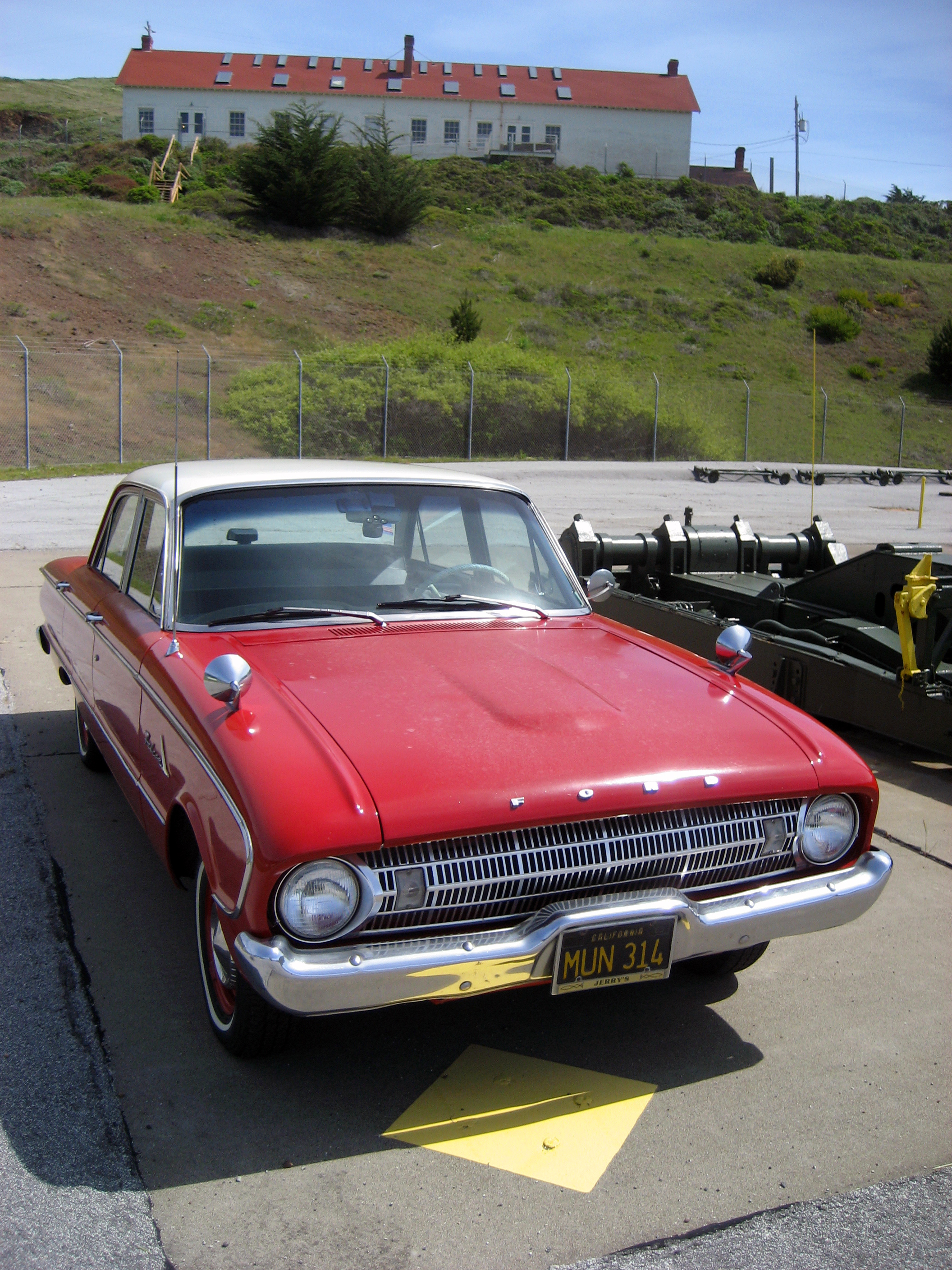
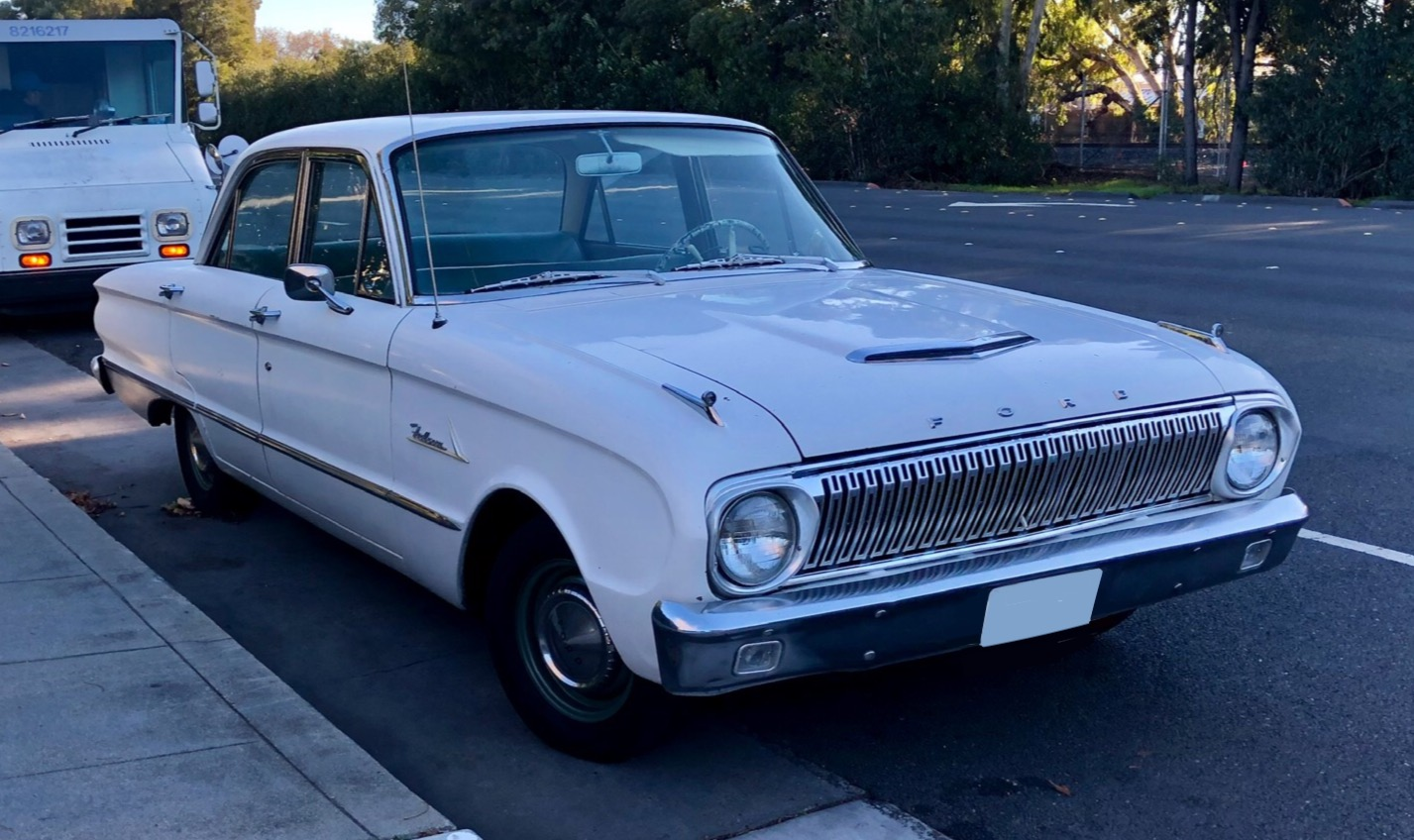
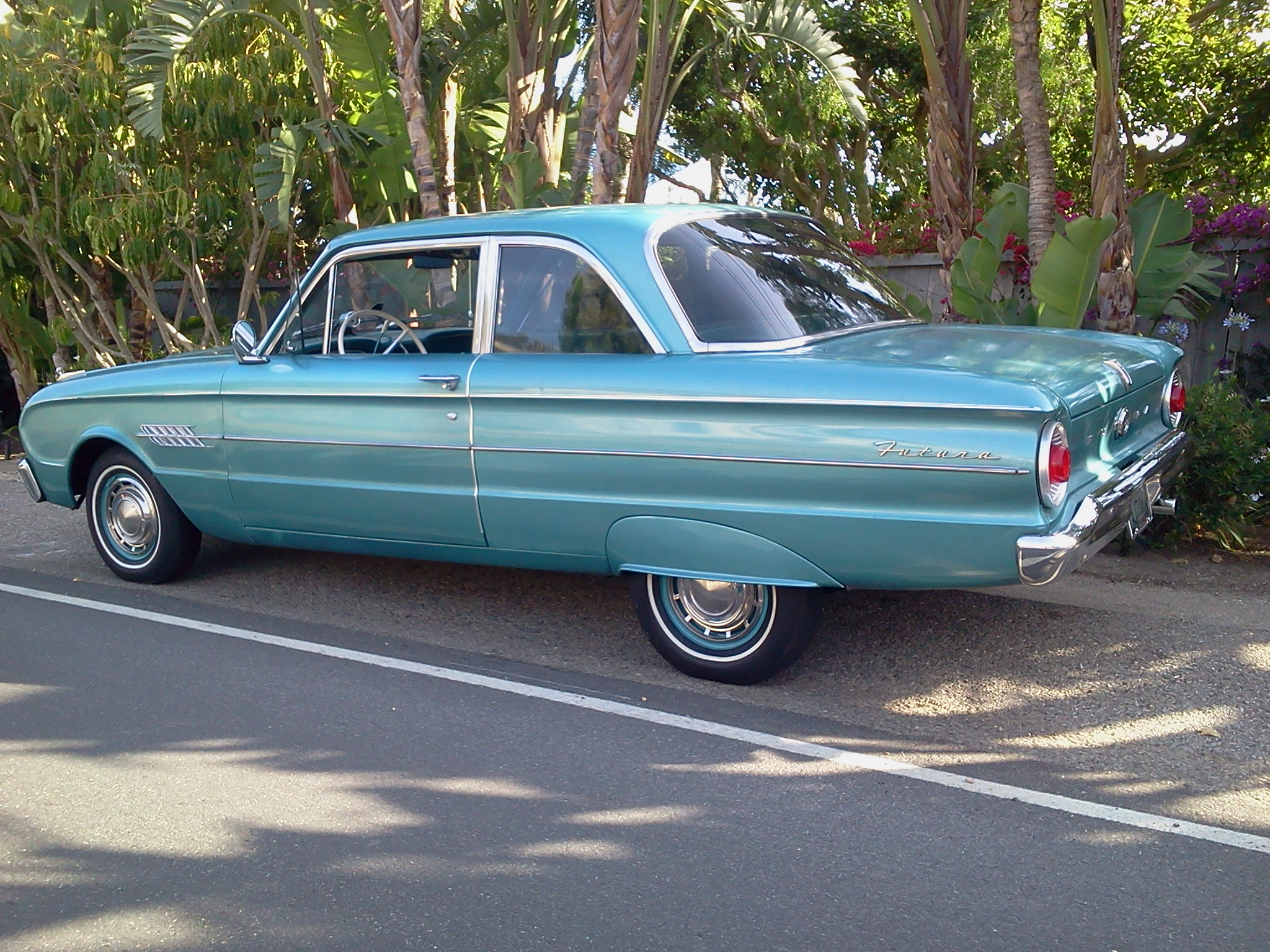
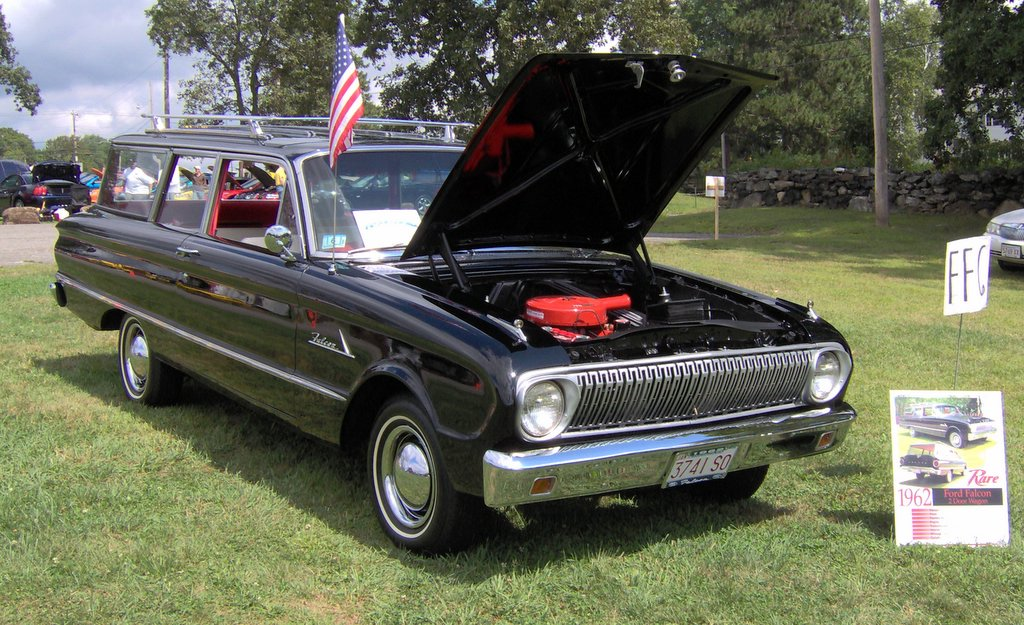
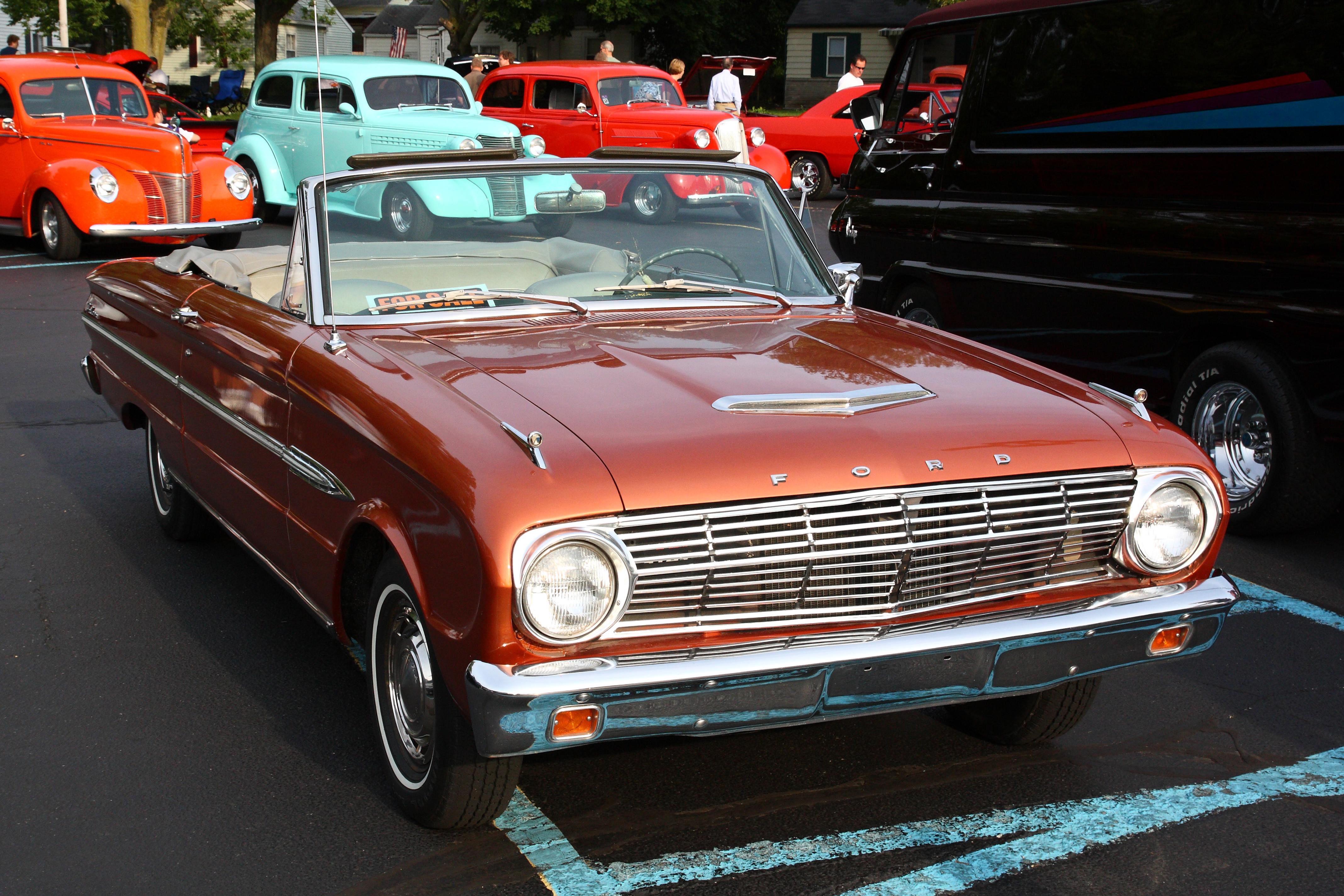